# Tessa Fowler
Tessa Fowler, née Tessa Franklin, est une marchande d'art et femme politique néo-hébridaise.

## Biographie
Originaire du Royaume-Uni, Tessa Franklin est titulaire d'un diplôme de Master of Arts en philosophie, politique et économie de l'université d'Oxford. Elle s'installe en 1958 au condominium des Nouvelles-Hébrides, colonie franco-britannique, et est employée comme économiste par les autorités coloniales britanniques. Elle quitte rapidement cet emploi, ouvre deux petits commerces puis est employée comme traductrice par les chambres de commerce britannique et française de la colonie.

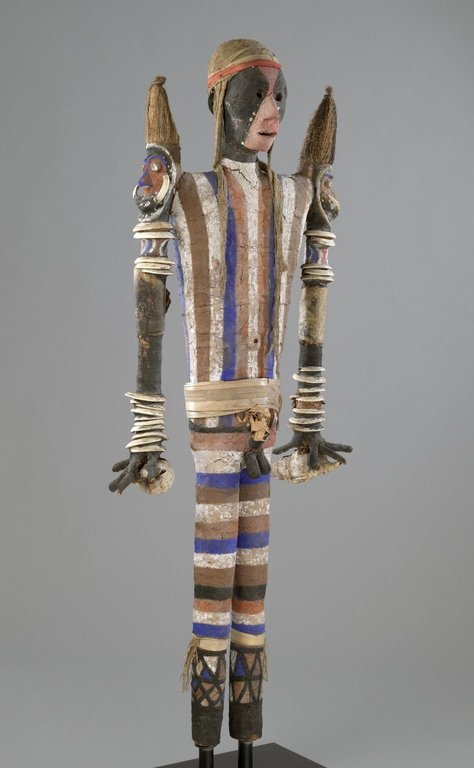
Un rambaramp de l'île de Malekula.

Au cours des années 1960 et 1970, elle est « l'une des principales figures du marché de l'art florissant » de la colonie, employée comme intermédiaire par des autochtones des îles de Malekula et d'Ambrym qui souhaitent vendre des objets artistiques et culturels à l'étranger. Elle est principalement le relai entre les vendeurs et le Musée des cultures de Bâle en Suisse, mais fournit également des musées au Royaume-Uni, en France et aux États-Unis. Parmi les objets vendus à des musées par son intermédiaire sont des rambaramp, des effigies commémoratives comprenant le crâne de la personne commémorée. Elle avouera bien plus tard qu'en raison de la forte demande de la part des musées, les vendeurs autochtones n'avaient pas suffisamment de réels rambaramp à fournir, et obtenaient des crânes en violant des sépultures, puis en en achetant à un vétéran américain de la guerre du Viêt Nam qui avait collectionné des crânes à la guerre et souhaitait s'en débarrasser. Dans le même temps, au début des années 1970, Tessa Fowler écrit pour le journal local bilingue (anglais et français) Nakamel et, de 1970 à 1971, pour le magazine mensuel australien The Pacific Islands Monthly, qui rapporte des informations des îles du Pacifique. À la fin des années 1970, le marché de l'art autochtone s'étant asséché, elle se réoriente vers le marché de l'immobilier, aidant des acquéreurs étrangers à investir dans le foncier néo-hébridais.
Elle s'engage en politique à l'Union des communautés des Nouvelles-Hébrides, parti qui promeut la coopération entre les communautés de l'archipel (autochtones et non-autochtones, francophones et anglophones...) et s'oppose à l'indépendance immédiate de la colonie réclamée par le Parti national des Nouvelles-Hébrides. Elle est élue au conseil municipal de Port-Vila, la capitale du pays, lors des premières élections municipales en août 1975. Elle siège dans la majorité municipale du premier maire, Rémy Delaveuve. En novembre, elle est candidate du parti dans la circonscription de Port-Vila pour les premières élections législatives de l'histoire de la colonie, et est élue à l'Assemblée représentative des Nouvelles-Hébrides. Avec Mary Gilu, elle est l'une des deux premières femmes députées de l'histoire des Nouvelles-Hébrides. Elle ne se représente pas aux élections de 1979, qui aboutissent à l'indépendance du pays, devenu la république de Vanuatu, en 1980. Elle demeure résidente à Port-Vila.